# 魔術師のおい
『魔術師のおい』（まじゅつしのおい、原題：The Magician's Nephew ）は、C・S・ルイスによる児童文学「ナルニア国物語」7部作のうち、6番目に執筆・出版された作品。1955年に出版された。ナルニア年代記として時系列順にみると、『ライオンと魔女』に先立つ最も古い時代、ナルニア創成期の物語にあたる。日本語表記は、岩波書店で出版されている瀬田貞二訳による。

## 概要
ナルニアの天地創造の物語である。聖書の創世記のアナロジーになっているが、キリスト教の知識が無くても物語として十分楽しめる作品である。ふたりの子どもたちの目を通して、ナルニアの天地や生き物たちの創造と、そこにいかにして悪が入り込んだかが語られる。

## 登場人物
- ポリー・プラマー：ロンドンに住む女の子
- ディゴリー・カーク：ポリーの隣の部屋に住む男の子
- アンドルー・ケタリー：ディゴリーの叔父で錬金術師
- レティティア・ケタリー：アンドルーの妹
- ジェイディス：異世界チャーンの最後の女王
- フランク：ロンドンの馬車屋
- ヘレン：フランクの女房
- イチゴ：フランクの馬車馬
- アスラン：ライオン、ナルニアの創造主。

## あらすじ
魔術師アンドルーは、異世界と行き来のできる魔法の指輪を作った。その効き目を試そうとするアンドルーの策略により、甥のデイゴリーとその遊び友達ポリーは「世界と世界の間の林」に飛ばされる。そこにはいくつもの池があり、それらの池はそれぞれ別の世界につながっていた。
池のひとつから滅びた世界チャーンにいったポリーとディゴリーは、その世界の最後の女王ジェイディスに出会う。二人がロンドンに戻るとき、ジェイディスがついてきてしまい、ロンドンで大変な騒ぎを引き起こす。二人はジェイディスを元の世界に連れ戻そうとして、別の世界にジェイディス、伯父アンドルー、馬車屋とその馬とともに入り込んでしまう。
その場所は最初からっぽで暗闇に包まれていたが、やがて不思議な歌声とともに新しい世界の創造が始まる。ナルニアの世界の誕生である。歌声の主は大きなライオン、アスランであった。アスランは、ディゴリーに遠い荒れ野を越えた先にある果樹園に行ってリンゴをひとつ、もぎ取ってくるように命じる。

## 日本語訳
- 魔術師のおい ナルニア国ものがたり (6) （瀬田貞二 訳、ポーリン・ベインズ（イラスト）、岩波書店）
- 魔術師のおい　ナルニア国物語1（土屋京子 訳、YOUCHAN（挿画）、松本朗（上智大学文学部教授）解説、光文社古典新訳文庫、2016年）、ISBN 978-4334753405
- 新訳 ナルニア国物語6 魔術師のおい（河合祥一郎 訳、pako（挿画）、角川文庫、2023年）、ISBN 978-4041108581